# Home Nations Championship 1897
L'Home Nations Championship 1897 (in gallese Pencampwriaeth Rygbi'r Pedair Gwlad 1896) fu la 15ª edizione del torneo annuale di rugby a 15 tra le squadre nazionali di Galles, Inghilterra, Irlanda e Scozia.
Il torneo fu incompleto perché mancante dei due incontri del Galles contro Irlanda e Scozia; le federazioni di queste due ultime, infatti, si erano rifiutate di scendere in campo contro il Galles perché la Welsh Rugby Union aveva avallato una pubblica sottoscrizione organizzata da un costruttore navale per omaggiare il fine carriera di Arthur Gould, cosa che l'International Rugby Football Board osteggiò accusando la federazione gallese di promuovere il professionismo nella disciplina.
Dopo un iniziale accomodamento, la WRU reagì su pressione dei tifosi, che videro nel passo indietro della federazione un piegarsi ai diktat inglesi, decidendo l'uscita dall'IRFB e l'appoggio alla premiazione di Gould, che consisté nella consegna ufficiale della casa in cui già abitava in affitto da anni più una somma di denaro; solo l'anno dopo la WRU rientrò nell'IRFB anche se la Scozia non accettò l'accomodamento con cui i gallesi rientrarono, ragion per cui anche nella successiva stagione il torneo fu monco di una gara.
Non vi furono trofei assegnati, tranne la Calcutta Cup, appannaggio degli inglesi al Fallowfield Stadium di Manchester.
Il valore delle marcature, come stabilito dall’IRFB nel 1893, era: 3 punti per ciascuna meta (5 se trasformata), 3 punti per la realizzazione di ciascun calcio piazzato, 4 punti per la realizzazione di ciascun drop o mark.

## Nazionali partecipanti e sedi
| Squadra     | Città      | Impianto interno    |
| ----------- | ---------- | ------------------- |
| Galles      | Newport    | Rodney Parade       |
| Inghilterra | Manchester | Fallowfield Stadium |
| Irlanda     | Dublino    | Lansdowne Road      |
| Scozia      | Edimburgo  | Powderhall Stadium  |

## Risultati
| Arbitro: | Joseph Magee |

|                          |    |  |
| Boucher D. Jones Pearson | mt |  |
| Bancroft                 | tr |  |

| Arbitro: | Graham Findlay |

|                     |      |           |
| Bulger Gardiner (2) | mt   | Robinson  |
|                     | c.p. | Byrne (2) |
| Bulger              | mark |           |

| Arbitro: | Edgar Holmes |

|          |      |        |
| Turnbull | mt   | Bulger |
| T. Scott | tr   |        |
| T. Scott | c.p. |        |

| Arbitro: | Joseph Magee |

|                 |      |        |
| Fookes Robinson | mt   | Bucher |
| Byrne           | tr   |        |
| Byrne           | drop |        |

## Classifica
| Pos | Squadra     | G | V | N | P | PF | PS | DP  | Pt |
| --- | ----------- | - | - | - | - | -- | -- | --- | -- |
| 1   | Galles      | 1 | 1 | 0 | 0 | 11 | 0  | +11 | 2  |
| 2   | Irlanda     | 2 | 1 | 0 | 1 | 16 | 17 | −1  | 2  |
| 3   | Scozia      | 2 | 1 | 0 | 1 | 11 | 15 | −4  | 2  |
| 4   | Inghilterra | 3 | 1 | 0 | 2 | 21 | 27 | −6  | 2  |